# Peter Dommisch
Peter Dommisch (1. august 1934 i Berlin − 4. januar 1991 sammesteds) var en tysk skuespiller, som bl.a. var kendt for at lægge stemme til Benny Frandsen i de tysksynkroniserede versioner af de 13 første danske film om Olsen-banden.